# Salyantar
Salyantar (nep. सल्यानटार) – gaun wikas samiti w środkowej części Nepalu w strefie Bagmati w dystrykcie Dhading. Według nepalskiego spisu powszechnego z 2001 roku liczył on 1458 gospodarstw domowych i 7658 mieszkańców (4079 kobiet i 3579 mężczyzn).